# Zaruddia (rejon królewiecki)
Zaruddia (ukr. Заруддя) – wieś na Ukrainie, w obwodzie sumskim, w rejonie królewieckim. W 2001 roku liczyła 8 mieszkańców.